# Jazerinky
Jazerinky jsou chráněný areál v katastrálním území obce Závod v okrese Malacky v Bratislavském kraji na Slovensku. Území bylo vyhlášeno v roce 2000 a jeho rozloha je 6,88 hektaru. Předmětem ochrany je mokřadní lokalita s výskytem vzácných a chráněných druhů rostlin a živočichů, zejména vodních brouků.